# 소데카와촌
소데카와촌(일본어: 袖川村)은 일본 기후현 요시키군에 있던 촌이다. 현재의 히다시에 해당한다.

## 역사
- 1889년 7월 1일 - 정촌제 시행에 의해 후나쓰정, 아소부촌, 소데카와촌이 성립하였다.
- 1959년 6월 10일 - 후나쓰정, 아소부촌과 합병해 가미오카정이 성립하여, 동일 후나쓰정은 폐지되었다.

## 참고 문헌
- 角川日本地名大辞典編纂委員会,『角川日本地名大辞典 21 岐阜県』1980, 角川書店